# フランシスコ・ジョルジェ・タヴァレス・オリヴェイラ
シキーニョ（Chiquinho）こと、フランシスコ・ジョルジェ・タヴァレス・オリヴェイラ（Francisco Jorge Tavares Oliveira 、2000年2月5日 - ）は、ポルトガル・リスボン県カスカイス出身のプロサッカー選手。FCアルヴェルカ所属。ポジションは、フォワード。

## クラブ経歴
2020年1月18日、リーガプロのアカデミカ戦でプロデビューを果たした。

### ウルヴァーハンプトン・ワンダラーズ
2022年1月17日、ウルヴァーハンプトン・ワンダラーズFCと2025年6月までの契約を結んだ。
2月5日、FAカップのノリッジ戦で偶然にも22歳の誕生日を迎えた日にウルブスでデビューを果たすも、チームは0-1で惜敗した。
2023年7月22日、EFLチャンピオンシップのストーク・シティに1年間の期限付き移籍での加入が発表された。しかし、加入から僅か1ヶ月後に保有元であるウルブスにリコールされ、代わりにシキーニョは母国のクラブであるFCファマリカンに期限付き移籍で加入した。
2024年8月30日、ラ・リーガのRCDマジョルカに1年間の期限付き移籍で加入。

### アルヴェルカ
2025年7月9日、リーガ・ポルトガルに昇格したFCアルヴェルカに加入。